# Venezuelas Billie Jean King Cup-lag
Venezuelas Billie Jean King Cup-lag representerar Venezuela i tennisturneringen Billie Jean King Cup, och kontrolleras av Venezuelas tennisförbund. 

## Historik
Venezuela deltog första gången 1984. Laget har som bäst kvalat till elitdivisionen, vilket man gjorde 1998 och 2001.